# Nystagmus

Effet d'un nystagmus horizontal.

En médecine, le nystagmus est un mouvement d'oscillation involontaire et saccadé du globe oculaire causé par une perturbation de la coordination des muscles de l'œil.
Cette perturbation peut être causée par une affection, des mouvements très rapides ou l'abus de certaines substances. Les oscillations peuvent se produire dans un plan vertical, horizontal, de torsion ou dans une combinaison de ceux-ci.
L'œil se dirige lentement vers une direction, puis revient brutalement à sa position d'origine grâce à une saccade oculaire. La direction du nystagmus est définie comme étant celle du déplacement rapide (cependant, le trouble a d'abord tendance à engendrer le mouvement lent, avant que le mouvement rapide vers la position d'origine n'intervienne pour rétablir la situation).

## Nystagmus physiologique

Nystagmus optocinétique horizontal.

Le nystagmus physiologique est dû à la mise en jeu coordonnée des six muscles oculomoteurs qui assurent normalement à la fois la mobilité et la fixation des globes oculaires. Ces muscles permettent de :
1. Diriger le regard vers un objet, quelle que soit sa situation dans l'espace et quelle que soit la position de la tête et du corps ;
2. Stabiliser l'œil sur cet objet pour permettre une vision nette. En effet, il n'existe sur la rétine qu'une zone limitée où la vision est nette, l'œil doit donc s'orienter de telle façon que l'image de cet objet se projette sur cette zone précise (la fovéa, au centre de la macula) ;
3. Maintenir l'œil immobile quand on ne fixe pas d'objet en particulier, ce qui est extrêmement important, afin d'éviter que les yeux bougent dans tous les sens, pour systématiquement suivre tous les évènements visuels mobiles qui nous environnent.

Un exemple de nystagmus physiologique est le mouvement des yeux d'une personne assise dans un train et regardant le paysage extérieur défiler à vive allure, ou une personne regardant un train long passer devant elle. Ses yeux essaieront de suivre certains détails tout en se recalant fréquemment au centre de son champ de vision : il s'agit du nystagmus optocinétique, tout à fait normal et soumis au contrôle de la volonté, mais dont les perturbations peuvent être recherchées lors de l'examen clinique neurologique au cas où il ne se produirait pas normalement.
Un autre exemple de nystagmus physiologique est le mouvement saccadé des yeux durant la période de sommeil paradoxal à la fin de chaque cycle de sommeil, où les rêves peuvent amener le patient à imaginer des actions dans une succession plus rapide que la réalité perçue (un rêve peut sembler après le réveil avoir duré des heures alors qu'il n'a duré que quelques minutes) ; les yeux suivent alors ces actions de façon saccadée, de la même façon que le nystagmus optocinétique mais sans aucune raison extérieure apparente, simplement par réaction réflexe des « images » perçues par le cerveau et transmises aux muscles oculaires comme si elles étaient perçues par la vision. Loin d'être pathologiques, ces mouvements réflexes sont une activité normale et même souhaitable de l'activité cérébrale du sommeil paradoxal, où le cerveau après une phase de repos remet en ordre et interconnecte tout un tas d'éléments mémorisés la veille et en fait le tri. Ils sont importants dans le processus de mémorisation et d'apprentissage à long terme et d'évacuation des informations polluantes qui nuisent plus tard à la réflexion et l'attention demandée en période de veille. C'est l'absence de ce nystagmus paradoxal qui peut être recherchée durant le sommeil pour détecter et traiter une affection cognitive, particulièrement chez les enfants qui sont dans une phase, essentielle à leur développement, très importante d'apprentissage et d'expérimentation qui les amène à devoir synthétiser durant le sommeil une grande quantité d'informations nouvelles.

## Nystagmus pathologique
La stabilité de l'œil est assurée par la coordination de six muscles eux-mêmes sous la dépendance de différents centres du tronc cérébral (notamment les noyaux oculomoteur, trochléaire et abducens, eux-mêmes soumis à d'autres contrôles centraux).
Lors d'une saccade, l'acuité visuelle (en rapport avec l'œil lui-même), est pauvre et la perception visuelle (en rapport avec le cerveau) est réprimée, d'où le côté invalidant du nystagmus.
Un nystagmus pathologique est fréquemment accompagné d'un strabisme, ce qui réduit aussi la vision en trois dimensions.

L'intensité du handicap lié à un nystagmus pathologique peut varier fortement. Les nystagmus empêchent dans une partie des cas de pratiquer certains sports, de conduire, de suivre une scolarité normale, d'avoir une vie professionnelle… Cela peut conduire dans certains cas à la dépression, d'où l'importance d'un accompagnement adéquat des parents et du milieu scolaire.

### Nystagmus congénital
Il faut distinguer deux types de nystagmus congénital :
- le nystagmus congénital idiopathique, c'est-à-dire à part entière, ou plus précisément auquel l'on n'a pas encore pu attribuer de cause connue. Sa fréquence est estimée à 1/1500[réf. nécessaire] nouveau-nés dans la population générale ;
- le nystagmus lié à d'autres maladies congénitales : achromatopsie, albinisme, Amaurose congénitale de Leber, syndrome de Noonan, maladie de Pelizaeus-Merzbacher… Par exemple à l'Albinisme oculaire qui est un albinisme affectant l'œil dans lequel le colorant des cheveux et de la peau est normal ou seulement légèrement dilué. Le type classique est lié au chromosome X (Nettleship-Falls), mais une forme récessive autosomale existe également. Les anomalies oculaires peuvent inclure une pigmentation réduite de l'iris, un nystagmus, une photophobie, un strabisme, et une acuité visuelle diminuée[4].

### Nystagmus pathologique acquis
Le nystagmus peut être dû à un trouble du vestibule ou à un trouble de l'encéphale :
- via d'autres maladies : maladie de Menière, sclérose en plaques, tumeur du cerveau, syndrome de Wernicke-Korsakoff, encéphalopathie, syndrome médullaire latéral, aniridie, toxoplasmose, maladie de Lyme…syndrome de déhiscence du canal semi-circulaire supérieur ;
- par intoxication : alcool, anticonvulsifs, barbituriques, ecstasy… ;
- par accident : traumatisme cérébral, accident vasculaire cérébral… ;
- il accompagne le Vertige paroxystique positionnel bénin, dit VPPB, provenant d'une atteinte à l'oreille interne, siège de l'équilibre. En traitant le VPPB, un spécialiste Oto-rhino, formé aux manipulations adéquates, peut faire disparaître définitivement ce nystagmus handicapant.

Un nystagmus peut être reconnu comme maladie professionnelle s'il répond à certains critères administratifs. Voir l'article Nystagmus (maladie professionnelle) qui relève du domaine de la législation sur la protection sociale et qui a un caractère davantage  juridique que médical.

### Opération dite «du nystagmus»
Une opération sur les muscles des yeux peut être proposée. L’opération a pour but de positionner les yeux sur la « position de blocage », de façon à les stabiliser le plus possible. La position de blocage n’existe pas toujours. Cette intervention est possible, que le nystagmus soit congénital ou acquis, mais n'est pas conseillée dans tous les cas et de nombreuses personnes ayant un nystagmus n'y ont pas recours. Cette dernière peut, en effet, donner des résultats qui peuvent éventuellement parfois être pénalisants pour le patient. Il convient donc, comme pour tout acte chirurgical, de s'adresser à des spécialistes reconnus.
L'intervention se pratique sous anesthésie générale et nécessite une hospitalisation adaptée à chaque cas, généralement de deux à trois jours. L'intervention consiste à déplacer le regard en agissant sur les muscles de l'œil, de manière à mettre dans la position où le nystagmus est moindre. Il existe de nombreuses techniques chirurgicales : on peut intervenir sur un ou plusieurs muscles. C'est au cours des consultations précédant l'intervention que l'ophtalmologiste décide du nombre de muscles sur lesquels il va intervenir en fonction de la complexité du nystagmus et de la déviation à traiter. Il est possible que pendant l'opération, l'ophtalmologiste modifie le plan prévu, surtout lorsqu'il intervient sur un œil déjà opéré. Plusieurs opérations peuvent être nécessaires pour arriver à un résultat satisfaisant.
L'évolution post-opératoire est marquée, dans les jours qui suivent l'intervention, par des yeux rouges. Il peut exister une gêne visuelle passagère, des picotements et un larmoiement, parfois des maux de tête. Tous ces signes disparaissent avec un traitement local (gouttes et pommade). La cicatrisation complète de la conjonctive demande plusieurs mois.
Les résultats de l'intervention permettent un meilleur confort visuel, dans certains cas une amélioration de la vue, de la position de la tête. Un ré-alignement correct des yeux peut être obtenu après une ou plusieurs opérations. Le nystagmus peut-être diminué, mais il ne disparaît pas totalement. L'opération est donc davantage une intervention sur le strabisme pour diminuer le torticolis qu'une véritable chirurgie du nystagmus. Celui-ci peut même réapparaître dans les mois ou les années qui suivent l'opération, ce qui rend nécessaire une surveillance régulière. L'opération ne dispense pas du port de lunettes correctrices quand elles sont indiquées.
Les complications de la chirurgie sur les muscles de l'œil sont rares :
- des cicatrices conjonctivales exubérantes ou un kyste conjonctival peuvent nécessiter un traitement complémentaire s'ils ne disparaissent pas ;
- certains opérés peuvent voir double de manière passagère. Le plus souvent ce trouble disparaît spontanément, mais il peut être nécessaire d'envisager un traitement complémentaire et parfois une nouvelle intervention ;
- la rupture d'un muscle ou la perforation de la paroi de l'œil lors de la réinsertion des muscles sont exceptionnelles et imprévisibles, liées à des conditions anatomiques anormales ; elles nécessiteront également un traitement complémentaire ;
- la perte de la vision est rarissime par infection, inflammation, hémorragie, ou par occlusion vasculaire ;
- à titre tout à fait imprévisible, et ce chez des patients génétiquement prédisposés, une anesthésie générale peut induire une hyperthermie maligne nécessitant une réanimation et un traitement spécifique[8].

## Affections similaires
Il ne faut pas confondre le nystagmus avec d'autres désordres oculaires similaires tels que l'opsoclonies qui est composé uniquement de phases rapides, alors que le nystagmus est caractérisé par une succession de phases de déplacements lents et de phases de déplacements saccadés de l'œil. Sans appareil d'enregistrement, la distinction entre les deux types d'oscillations peut se révéler très difficile à établir.

## Personnes célèbres ayant un nystagmus pathologique
- Marsha de Cordova[9]
- Pruitt Taylor Vince est l'un des très rares acteurs à avoir un nystagmus. Il s'observe dans l'ensemble de ses films[10]. D'ailleurs, il joue régulièrement des personnages à l'esprit troublé, ce qui semble être accentué par les mouvements frénétiques de ses yeux[11]. Entre autres, cette particularité est mise en évidence chez le personnage de Gerry Schnauz, tueur en série lobotomiste, dans les X-Files (« Unruhe » Saison 4, épisode 4)[12].
- Allen Pineda Lindo, un des membres des Black Eyed Peas, a un nystagmus[13].